# Under trottoaren – stranden
Under trottoaren – stranden är en svensk dramafilm från 2024. Den är regisserad av Henrik Hellström som även skrivit filmens manus.
Filmen hade biopremiär i Sverige den 22 november 2024, utgiven av Folkets Bio.

## Handling
Filmen kretsar kring Tott som lämnat universitetsvärlden för att leva ett liv i avskildhet. Han uppfostrar sina söner med hjälp av egen pedagogik i form av rollspel. När Tott nu är gammal och sönerna vuxna, samlar han dem till ett sista avgörande äventyr.

## Rollista (i urval)
- Malin Alm – Amanda
- Fredrik Lycke – Lars
- Torsten Rönnerstrand – Tott
- Björn Rönnerstrand – Björn
- Ulf Rönnerstrand – Ulf
- Mats Qviström – Göran
- Andreas Strinder – Mario